# Jordi Teixidor Martínez
Jordi Teixidor Martínez (Barcelona, 16 de julio de 1939 - 16 de marzo del 2011) fue un dramaturgo español en lengua catalana.
Nacido poco antes de que su familia se exiliase a Francia en el desenlace de la Guerra Civil, cursó sus estudios primarios en Périgueux (Aquitania). Volvió a España en el año 1950, y continuó su formación en el Liceo Francés de Barcelona durante tres años más, y asistiendo a clases de contabilidad, dibujo, pintura y decoración publicitaria.
Se inició como dramaturgo en algunos grupos independientes de las cercanías de Barcelona. El 1963 fundó el grupo de teatro independiente El Camaleó, junto con su hermano Ramón y Francesc Candel, entre otros, e inició su actividad como autor teatral. En 1968 ganó el premio Josep Maria de Sagarra con el El retaule del flautista (El retablo del flautista, 1972), estrenada en el año 1970.
Dejó una veintena de obras de teatro y adaptaciones y traducciones teatrales, además de narrativa y ensayo. Fue director, actor y autor del Instituto del Teatro de la Diputación de Barcelona. A lo largo de su carrera recibió el premio "Ignasi Iglésias" de teatro en tres ocasiones, el premio "Ciutat de Granollers" en dos ocasiones, el premio "Ciutat de València - Eduard Escalante", el premio "Crítica Serra d'Or" y el premio "Xavier Fàbregas" de investigación y ensayo sobre las artes del espectáculo.[cita requerida] Murió a los 71 años a causa de una parada cardiorrespiratoria, en su ciudad natal.

## Obra
Teatro
- El retaule del flautista (1970); El retablo del flautista (1972).
- Mecano-Xou (1972).
- La jungla sentimental (1975).
- Dispara, Flanagan (1976).
- Rebombori-2 (1978).
- El drama de les camèlies o el mal que fa el teatre (1984).
- Rují, sobre textos de Juli Vallmitjana.
- David, rei (1986).
- La ceba, (1987).
- Residuals (1988).
- El pati (1992).
- Magnus (1992).
- Führer (2001).

Ensayo
- El drama, espectacle i transgressió (1988).
- L'estructura del drama clàssic (2002).

Narrativa
- Marro (1988).
- A.B. Magnus (1995).
- Cromos. Històries de Barcelona (2000).

Otros géneros
- Manual de la rima (2005).